# Dejeania pertristis
Dejeania pertristis là một loài ruồi trong họ Tachinidae.